# Закшувек (Ґарволінський повіт)
Закшувек (пол. Zakrzówek) — село в Польщі, у гміні Желехув Ґарволінського повіту Мазовецького воєводства.
Населення — 145 осіб (2011).
У 1975-1998 роках село належало до Седлецького воєводства.

## Демографія
Демографічна структура станом на 31 березня 2011 року:
|          | Загалом | Допрацездатний вік | Працездатний вік | Постпрацездатний вік |
| -------- | ------- | ------------------ | ---------------- | -------------------- |
| Чоловіки | 78      | 14                 | 55               | 9                    |
| Жінки    | 67      | 18                 | 33               | 16                   |
| Разом    | 145     | 32                 | 88               | 25                   |